# Яцків Петро Миколайович
Петро́́ Микола́йович Я́цків (нар. 4 січня 1966 — пом. 21 січня 2015) — старший сержант Збройних Сил України, учасник російсько-української війни.

## Життєпис
Народився 4 січня 1966 р., с. Літиня Дрогобицького району Львівської області.
Закінчив Літинську ЗОШ. Після закінчення 9 класів здобув фах муляра-штукатура в Дрогобицькому ВПУ № 19.
Від 1984 до 1986 р. — служба в армії. Після демобілізації, у 1987 р., вступив у Меденицьке ПТУ-72 (нині — Меденицький професійний ліцей), де опанував професію тракториста-машиніста. Працював у своєму селі трактористом, комбайнером. А також був найкращим футболістом у селі, заслужено майже 20 років був капітаном місцевої команди.
Часто їздив на заробітки в Київ, Москву, Польщу, Францію. На заробітках у Франції дізнався про бойові дії на Сході й одразу пішов добровольцем захищати Вітчизну — у серпні 2014 р.
У часі війни — старший сержант 93-ї окремої механізованої бригади, командир бойової машини — командир відділення.
Помер 21 січня 2015-го в ЦМЛ міста Красноармійськ Донецької області — від поранень, яких зазнав у бою з російськими збройними формуваннями поблизу села Піски Ясинуватського району.
28 січня 2015 року похований у селі Літиня, люди Петра Яцківа прощали навколішки з прапорами та чорними скорботними стрічками, запаленими лампадками.

## Нагороди та вшанування
- Указом Президента України № 436/2015 від 17 липня 2015 року, «за особисту мужність і високий професіоналізм, виявлені у захисті державного суверенітету та територіальної цілісності України, вірність військовій присязі», нагороджений орденом «За мужність» III ступеня (посмертно)[1].
- У Літинському НВК відкрито меморіальну таблицю пам'яті Петра Яцківа.
- Вшановується в меморіальному комплексі «Зала пам'яті», в щоденному ранковому церемоніалі 21 січня[2][3].